# Powell (Ohio)
Powell es una ciudad ubicada en el condado de Delaware en el estado estadounidense de Ohio. En el Censo de 2010 tenía una población de 11500 habitantes y una densidad poblacional de 899,55 personas por km².

## Geografía
Powell se encuentra ubicada en las coordenadas 40°10′7″N 83°4′44″O / 40.16861, -83.07889. Según la Oficina del Censo de los Estados Unidos, Powell tiene una superficie total de 12.78 km², de la cual 12.77 km² corresponden a tierra firme y (0.08%) 0.01 km² es agua.

## Demografía
Según el censo de 2010, había 11500 personas residiendo en Powell. La densidad de población era de 899,55 hab./km². De los 11500 habitantes, Powell estaba compuesto por el 88.45% blancos, el 1.92% eran afroamericanos, el 0.11% eran amerindios, el 7.47% eran asiáticos, el 0.03% eran isleños del Pacífico, el 0.3% eran de otras razas y el 1.7% pertenecían a dos o más razas. Del total de la población el 1.4% eran hispanos o latinos de cualquier raza.